# E. Lynn Harris
E. Lynn Harris (* 20. Juni 1955 in Flint, Michigan; † 23. Juli 2009 in Los Angeles, Kalifornien)  war ein US-amerikanischer Autor.

## Leben
Harris wurde 1955 in Michigan in einer afro-amerikanischen Familie geboren und wuchs in Little Rock, Arkansas, auf. Nach seiner Schulzeit studierte Harris an der University of Arkansas und arbeitete nach seinem Studium als Computerfachmann für das Unternehmen IBM. Neben seiner Arbeit begann er seit Mitte der 1990er als Autor mehrere Bücher zu schreiben, die unter anderem das Thema Homosexualität unter Schwarzen Männern behandeln. Harris lebte offen homosexuell in Kalifornien. 2009 starb Harris an einem Herzinfarkt.

## Werke (Auswahl)
- Invisible Life, 1994
- Just As I Am, 1995, Sieger des Blackboard's Novel of the Year Award
- And This Too Shall Pass, 1997
- If This World Were Mine, 1998, Sieger des James Baldwin Award for Literary Excellence
- Abide With Me, 2000 (Titel nach einem englischen Kirchenlied)
- Not A Day Goes By, 2000
- Money Can't Buy Me Love, 2000
- From the Book Got to Be Real – 4 originale Liebesgeschichten von Eric Jerome Dickey, Marcus Major, E. Lynn Harris und Colin Channer
- Any Way the Wind Blows, 2002, Sieger des Blackboard's Novel of the Year Award
- A Love Of My Own, 2003, Sieger des Blackboard's Novel of the Year Award
- What Becomes Of The Brokenhearted – Memoiren, 2004
- I Say a Little Prayer, 2006
- Just Too Good To Be True, 2008
- Basketball Jones, 2009
- Mama Dearest, 2009

## Preise und Auszeichnungen (Auswahl)
- 2005: Lambda Literary Award
- 1998: James Baldwin Award for Literary Excellence
- 1995, 2002 und 2003: Blackboard's Novel of the Year Award